# Andreu Pol Lladó

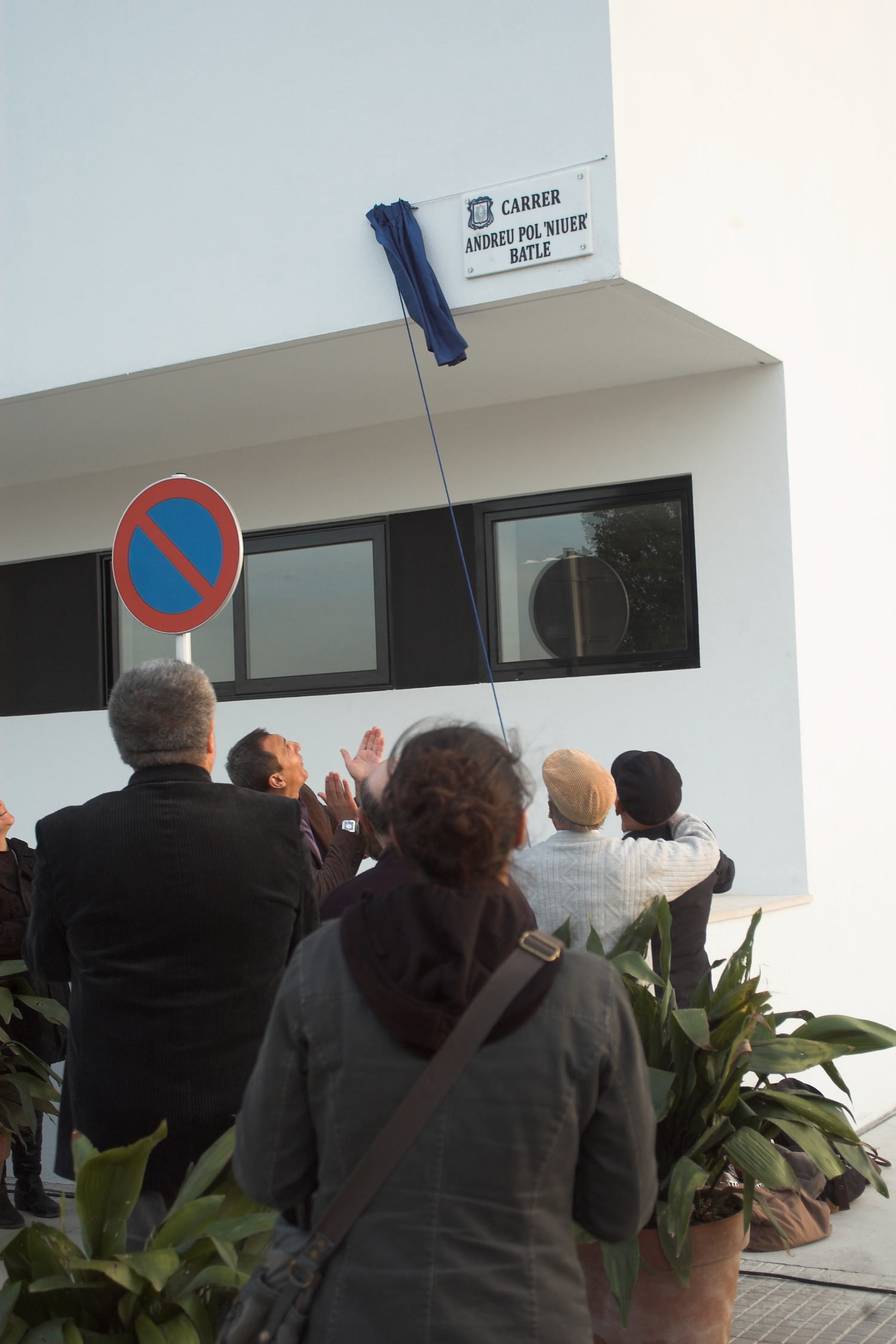
Carrer dedicat a la seva persona

Andreu Pol Lladó (Binissalem, 4 de març de 1887 - †Binissalem, 22 d'octubre de 1942) fou un sabater-patronista i dirigent polític de l'Ajuntament de Binissalem, a Mallorca, en els anys previs a la Guerra Civil.
Pare de set fills i membre del moviment Esperantista de Mallorca. Fundador del partit socialista de Binissalem. Inaugurà l'Escola Graduada i va posar les bases per a l'adquisició dels terrenys del Cementeri Municipal. Era operador del Cinema de la UGT instal·lat a Cas Verro. Ocupà diversos càrrecs de regidor, tinent de Batlle des dels 34 anys. Evità disturbis en el poble durant l'establiment de la Segona República. Fou el darrer Batlle republicà de Binissalem, es va fer càrrec de la Comissió Gestora de l'Ajuntament, s'assabentà del cop d'estat gràcies al batlle de Lloseta. Des d'aquell moment va decidir fer front a la sublevació militar i el diumenge 19, convocà un ple extraordinari en el que es decidí declarar la vaga general. Posteriorment, a l'Ajuntament, es produí un tiroteig en el que el guàrdia urbà Pío Iniesta resulta ferit i el falangista Gabriel Arrom mort. En total, durant la Guerra Civil hi hagué 16 morts a Binissalem. Andreu Pol Lladó i la seva família foren assetjats i diverses vegades anaren al seu domicili a cercar-lo per ajusticiar-lo. Es pogué amagar dels falangistes durant set anys entre els ocells als que era aficionat. Morí el 1942 per falta d'atenció mèdica.
El ple de l'Ajuntament de Binissalem decidí dedicar-li un carrer o plaça com a homenatge. S'aprovà per unanimitat el 22 d'octubre de 2009. El 14 d'abril de 2010, coincidint amb la celebració de la instauració de la Segona República, es va inaugurar el carrer. Hi apareix el seu malnom, niuer, degut a la seva afició als ocells.